# Kim Ha-gi
Kim Ha-gi (* 24. Juni 1958 in Ulsan, Südkorea) ist ein südkoreanischer Schriftsteller.

## Leben
Kim Ha-gi wurde am 24. Juni 1958 in Ulsan, Südkorea geboren. Als Student an der Staatlichen Universität Pusan nahm er 1978 an den Studentenbewegungen teil und wurde deswegen 1980 festgenommen, als er gegen die Ausweitung des Kriegsrechts demonstrierte. Für seine Beteiligung an einer Aktion von Regierungsgegnern in Pusan (Purim-Zwischenfall, 1981) wurde er zu zehn Jahren Gefängnisstrafe verurteilt und erst 1988, acht Jahre später, wieder freigelassen. Sein erstes Werk Ein junger Mann ist eingesperrt (한 젊은이가 갇혀 있다) besteht aus Briefen und Gedichten, die er während seiner Haft verfasste.
Kim schrieb viele Geschichten, die das Leid von Langzeitgefangenen darstellen und ihren unzerstörbaren Willen, diese zu ertragen. Seine Werke wurden von einigen als zu schematisch kritisiert, jedoch ist unbestreitbar, dass Kim in großem Maße dazu beitrug, die Probleme von Langzeitgefangenen öffentlich zu machen. Sein Werk Flug ohne Ziel handelt von kämpfenden Studentenaktivisten und Individuen, die mit den sich rasch ändernden gesellschaftlichen Verhältnissen konfrontiert werden. Im Gegensatz zu seinen anderen Erzählungen handelt dieses Werk von jungen Leuten und deren Bemühungen, das Leid der älteren Generation wiederzuentdecken, sich jedoch gleichzeitig auch eine eigene Identität zu erschaffen.

## Arbeiten

### Koreanisch

#### Kurzgeschichtensammlungen
- 완전한 만남 Perfektes Treffen (1991)
- 은행나무 사랑 Gingko Liebe (1996)
- 복사꽃 그자리 Dort, bei den Pfirsichblüten (2002)

#### Romane
- 항로 없는 비행(상,하) Flug ohne Ziel (1+2) (1993)
- 천년의 빛 1 ~ 3 Tausendjähriges Licht 1-3 (2001)
- 식민지 소년 Der Junge aus der Kolonie (2007)

#### Sonstiges
- 늦깎이 Spätzünder (1991)
- 마침내 철책 끝에 서다 Am Stacheldraht angelangt (1995)
- 부마민주항쟁 (역사 다시읽기 4) Die Pusan-Masan-Protestbewegung für Demokratie (Geschichte neu gelesen) (2004)
- 미인들의 동굴 Die Höhle der Schönheiten (2006–2009)
- 하기C칼럼 Hagi C Kolumne (2011–2012)

### Übersetzungen

#### Englisch
- Gingko Love (Bi-lingual Edition Modern Korean Literature, Volume 30), ASIA Publishers (2013) ISBN 978-8994006888

## Auszeichnungen
- 1989 – 제01회 임수경통일문학상을 수상 (Im Su-gyŏng Wiedervereinigungspreis für Literatur)
- 1922 – 제10회 신동엽창작기금을 수상 (Sin Tong-yŏp Stipendium für Autoren)